# Havetofter See
Der Havetofter See (dänisch: Havetoft Sø bzw. Havetofte Sø) ist ein etwa 12 ha großer Binnensee im südlichen Bereich der Gemeinde Havetoft in der Landschaft Angeln im nördlichen Schleswig-Holstein (Südschleswig). Bei dem See handelt es sich um einen fischreichen, kalkreichen ungeschichten Tieflandsee. Am See gibt es mehrere unbewachte Badestellen. 1834 wurde am See eine Wassermühle errichtet. Der See entwässert über den Mühlebach in die Bollingstedter Au. Durch Vertiefung des Mühlenbachs beim Bau der Wassermühle wurden Teile des Sees trockengelegt. Das Ufer ist teilweise verschilft. Am östlichen Ufer befindet sich ein Hangwaldbereich auf Höhen, die sich mit steigenden Böschungen um 15–20 m von der Seefläche abheben. Der See ist eingebettet in einen Übergangsbereich zwischen dem Angeliter Hügelland und der Geest (→Luusangeln) in einer meist flachen, zum Teil auch stärker reliefierten Landschaft. 1874 wurde der See in die Gemeinde Havetoft eingegliedert. Seit 1959 stehen 15 ha am See unter Landschaftsschutz. Nordwestlich des Sees liegt das Elisabethheim Havetoft.